# Wenzel Messenhauser
Wenzel Messenhauser, född 4 januari 1813 i Prossnitz, död 16 november 1848 i Wien, österrikisk revolutionär, en mångsidigt begåvad autodidakt. Han ägnade sig i Wien, vid sidan av sin tjänst som löjtnant, åt skönlitterärt författarskap. 
1848 tog han avsked och uppsatte en tidning av liberal färg samt mottog några dagar efter den revolutionära jäsningens nya utbrott i Wien den 6 oktober kommandot över nationalgardet. Han organiserade i hast ett mobilgarde och vidtog även i övrigt energiska åtgärder till stadens försvar mot regeringstrupperna. Då Windisch-Graetz intagit förstäderna, kapitulerade Messenhauser den 30 oktober, nedlade befälet, då striderna ånyo blossade upp, men övertalades att återta det. Efter Windisch-Graetz intåg i Wien gav han sig frivilligt fången och arkebuserades den 16 november, då han brutit mot kapitulationen.